# Acroceras
Acroceras es un género de plantas herbáceas de la familia de las poáceas. Es originario de África, regiones templadas o tropicales de Asia, Norteamérica y Sudamérica.

## Descripción
Son plantas perennes o anuales postradas; tallos hasta 2 m de alto, con raíces emergiendo de los nudos inferiores, ramificados libremente; entrenudos glabros, lisos, de paredes gruesas, fistulosos; nudos glabros o híspido-papilosos especialmente cerca del ápice; plantas polígamas. Hojas caulinares; vainas redondeadas, glabras o papiloso-híspidas; pseudolígula ca 0.2 mm de largo, lígula una membrana, 0.2–0.5 mm de largo; láminas lanceolado-ovadas, 8–10 cm de largo y 8–35 mm de ancho, aplanadas, cordadas en la base, glabras o a veces papiloso-híspidas; cortamente pseudopecioladas. Inflorescencia una panícula de racimos divergentes, 9–35 cm de largo y 2–10 cm de ancho, las espiguillas en su mayoría pareadas, una brevipedicelada, la otra longipedicelada; espiguillas grandes, elíptico-ovadas, 5.5–6.6 mm de largo, adpresas, apiculadas, glabras, con 2 flósculos, desarticulación por debajo de las glumas, la espiguilla caediza como una unidad; gluma inferior 4–5.4 mm de largo, 3–5-nervia, amplexicaule; gluma superior y lema inferior 5–6 mm de largo, herbáceas, 5-nervias, los ápices comprimidos lateralmente; flósculo inferior estaminado, las anteras ca 2 mm de largo; lema inferior 4.5–5.4 mm de largo, 5-nervia, pálea inferior bien desarrollada, 3.5–4 mm de largo, membranácea; flósculo superior bisexual, 4.5–5 mm de largo, liso, lustroso; lema superior rígida, lisa, con un rostro aplanado lateralmente, herbáceo, verde, con un área circular deprimida en la parte dorsal arriba de la base, los márgenes engrosados no involutos; pálea superior aplanada, rígida, el ápice con un rostro pequeño, aplanado, 2-dentado y herbáceo; raquilla gruesa y endurecida, con entrenudos definidos entre las glumas y entre la gluma superior y la lema inferior; lodículas 2; estambres 3, las anteras 2 mm de largo, purpúreas; estilos 2. Fruto una cariopsis; embrión ca 1/2 o más la longitud de la cariopsis; hilo corta o largamente linear.

## Taxonomía
El género fue descrito por Stapf in Prain y publicado en Flora of Tropical Africa 9: 621. 1920. La especie tipo es: Acroceras oryzoides Stapf
Etimología
Acroceras: nombre genérico que deriva de kas palabras griegas akros (en la parte superior) y keras (cuerno), en alusión a los lemas con cresta.
Citología
Tiene un número de cromosomas de: x = 9. 2n = 36.

## Especies
- Acroceras amplectens Stapf
- Acroceras attenuatum Renvoize
- Acroceras basicladum Stapf
- Acroceras boivinii (Mez) A.Camus
- Acroceras bosseri A.Camus
- Acroceras calcicola A.Camus
- Acroceras chaseae Zuloaga et Morrone
- Acroceras crassiapiculatum (Merr.) Alston
- Acroceras diffusum L.C.Chia
- Acroceras elegans A.Camus
- Acroceras excavatum (Henrard) Zuloaga et Morrone
- Acroceras fluminense (Hack.) Zuloaga et Morrone
- Acroceras gabunense (Hack.) Clayton
- Acroceras hubbardii (A.Camus)Clayton
- Acroceras ivohibense A.Camus
- Acroceras lateriticum A.Camus
- Acroceras macrum Stapf
- Acroceras mandrarense A.Camus
  - Acroceras mandrarense ssp eromoense A.Camus
  - Acroceras mandrarense ssp mananarense A.Camus
- Acroceras manongarivense A.Camus
- Acroceras munroanum (Balansa) Henrard
- Acroceras oryzoides Stapf
- Acroceras parvulum A.Camus
- Acroceras paucispicatum (Morong) Henrard
- Acroceras pilgerianum Schweick.
- Acroceras ridleyi (Hack. ex Ridl.) Stapf
- Acroceras sambiranense A.Camus
- Acroceras seyrigii A.Camus
- Acroceras sparsum Stapf
- Acroceras tenuicaule A.Camus
- Acroceras tonkinense (Balansa)Henrard
- Acroceras zizanioides (Kunth) Dandy[3][4]